# ERONDO
eRONDO（イーロンド）は株式会社ワンポイントが運営するゲームソフトブランド。

## 作品リスト
- こいのす☆イチャコライズ - 2017年3月31日発売[3]
- こいなかlovers - 2015年8月21日発売[4]
- こいなか -小田舎で初恋×中出しセクシャルライフ- - 2014年6月27日発売[5]